# バレットガールズ ファンタジア
『バレットガールズ ファンタジア』（Bullet Girls Phantasia）はディースリー・パブリッシャーが販売するゲームソフト。開発はシェード社。2018年8月9日にPlayStation 4およびPlayStation Vita用ソフトとして発売され、2020年1月17日にSteam上でWindows版が配信された。

## 概要
ディースリー・パブリッシャーのサードパーソン・シューティングゲーム『バレットガールズ』のシリーズ第3作。
ファンタジー調の異世界を舞台に銃器を手に戦う現代の少女「私立岬守学園レンジャー部」の面々と、異世界の姫騎士が率いる女戦士たちとの交流と戦いを描く。兵器類による戦いが中心であった前2作に対し、本作では世界観の変更に合わせて女戦士たちによる剣と魔法による戦闘要素が追加された。今作では数十の雑魚敵をまとめて倒すという方向性にシフトしており、前作のように隠密行動をしたり、物陰から狙撃という戦法が取れなくなっている。またレベルアップの概念が追加されており、やり込み要素が大幅に増えている。

## システム
Story
メインモード。ミッション（ステージ）をクリアしてシナリオを進めることで使用キャラクターの他、尋問・逆尋問で使用できる乙女や背景、ポーズが増えていく。また特定のミッションでは、各難易度をクリアするごとにショップに衣装が追加されることもあり、ストーリーの後日談や雑談的なものを描いた「エクストラミッション」も解放されて行く。各キャラクターの最強固有武器を入手するには、このエクストラミッションをクリアする必要がある。
レベル
今作から各キャラクターにレベルアップの概念が追加された。ミッションをクリアすることで経験値を獲得し、レベルアップすることでステータスが上昇する。更にレベルアップによって「JKP（女子力ポイント）」を獲得でき、これを用いることで能力の強化が行える。各キャラクターのレベルが40になるたびにその乙女専用のエクストラミッションが解放される。これをクリアし、なおかつレベルを60まで上げることが最強固有武器の入手条件となる。
衣装破壊
衣装にはHP（耐久力）が設定されており、敵からある程度ダメージを受けると破壊される。こうなると生身の部位が露出し、そこを打たれるとキャラクターのHPにダメージを受けてしまう。
破損した衣装は基本的には任務中に直すことができない。しかし下着姿になることは、後述のF.P.Sの使用条件を満たすためにも必要な要素となっている。衣装が破壊されても任務が終われば元通りになるので消費はされない。
バディを組んでいるキャラクターを爆破物で攻撃することで任意に衣装破壊を起こせる。玲美などバズーカが武器のキャラクターは自分の攻撃の爆風に巻き込まれてしまうため、戦っているだけでいつの間にか衣装破壊されている（現在は修正されているが、プレイヤーの攻撃なら衣装破壊が起こる）。
なお、カットインを設定することで衣装が破壊されるたびにキャラクターがセクシーなポージングを取る。
S.O.D
スクランブル・オーバー・ドライブ。いわゆる必殺技。S.O.Dゲージを貯めてボタン入力に成功すると、カットインと共にキャラクターが固有の必殺技を放つ。範囲攻撃、攻撃支援ビットの召喚、一定時間追加攻撃の発生などがある。前作にも登場したシステムだが、今作では必殺技としての度合いが強くなっている。
T.H.A.A.D
テイク・ホールド・アン・エア・ドレス。自ら衣装を脱ぎ捨てる捨て身の行動。全裸になるので防御力は最低になる。任意に全裸にしたい場合に使用する。
F.P.S
ファイナル・パンツ・ストライク。いわゆる超必殺技。おブラとおパンツだけの状態でS.O.Dを使用することで威力や特性を引き上げる。ただしおブラとおパンツを自ら脱ぎ捨てるため全裸になる。出撃前に衣装を下着姿にすることも可能だが、守備力は下がる。
尋問
レンジャー部では敵に捕らわれた際の対策として尋問特訓が行われている。プレイヤーは尋問に参加させるキャラクターを選択し、そのキャラクターに対して様々なアイテムを使って責めを加えることができる。各身体的部位に的確な責めを加えることで得点が獲得でき、より高い得点を取ることでキャラクターの反応が変化する。二人の乙女を同時に尋問するダブル尋問もある。
ストーリーでも乙女に対するお仕置きとして尋問をするパートがある。
逆尋問
乙女を一人選択し、道具を使って自分が責めを受けるモード。乙女が責めている時にボタン連打でポイントが増え、乙女の機嫌もよくなる。ボタン連打にはタイミングがあり、お手付きをするとNGとなる。乙女の機嫌がよくなればプレイヤーの任意で道具を選択することができるようになる。何もしないでいると乙女の機嫌が悪くなってしまう。高得点になるほど乙女の反応も変わるので、普段では見られない一面を見ることができる。
ストーリーでも陽希が逆尋問を行うパートがある。

## 登場人物

### プレイアブルキャラクター
プロフィールは初代作品『バレットガールズ』及び攻略本より。
火乃本 彩（ひのもと あや）
声 - M・A・O
【誕生日：3月25日 / 血液型：O型 / 身長：152cm / スリーサイズ：B78・W58・H81】
私立岬守学園高等部1年D組。本作の主人公的存在。弱音を吐くこともあるが明るく元気でまっすぐな性格の持ち主。救護部に入部するつもりがレンジャー部に入部届を出してしまったという経緯で入部することに。
数少ない常識人であり、ほぼ一貫してツッコミ役に回っている。ただしメリーナからは「怒らせると実は怖いタイプ」と思い込まれており、更には麻衣とシルヴィアから、メリーナが起こした騒動の首謀者と誤解を受け、災難に見舞われるなどコメディリリーフも担っている。
前作、前々作と比べるとかなり大人しく控えめなキャラクターとなっており、コメディパートで弱音を吐くことが多くなった。
S.O.D.「弾幕薄いよっ！」は、多数のライフルを召喚して一斉射撃を行い、周囲にいる敵すべてにダメージを与える。またF.P.S.で発動させると自分とバディを回復することもできる。スキル「応急手当」の効果により回復アイテムを取るとその効果を引き上げることが可能。更にはバディの状態異常も回復する。
モデリングの変更に伴い髪型の表現が若干変化している。
二つ名は「烈火の弾丸」。
金園 優理奈（かねぞの ゆりな）
声 - 内田彩
【誕生日：5月7日 / 血液型：O型 / 身長：154cm / スリーサイズ：B85・W58・H83】
岬守学園高等部1年生で、彩とは同級生であり親友。天然でおっとりしているように見えるが、実は計算高い性格である。料理に関してはプロ（神）の領域。
S.O.D.「お願い、守って！」は、「こんなこともあろうかと」隠し持っていた自動榴弾砲を設置し、オート操作で敵を攻撃し続けるというもの。敵を吹っ飛ばしまくるので散らばってしまうリスクがある。スキル「装填技術」の効果によりリロード時間が短縮される。弾数は少ないが使用するショットガンの威力が高いため、攻撃力を高めてバディに選択すると敵一体を瞬殺できるくらい強くなる。
コンプリートガイドによれば、乙女サイズは推定Fカップ。
二つ名は「雷鳴の弾丸」。
木住野 玲美（きしの れみ）
声 - 福原香織
【誕生日：11月26日 / 血液型：AB型 / 身長：152cm / スリーサイズ：B82・W58・H82】
岬守学園高等部2年生。愛称は「レミレミ」。語尾に「なのだ」「ぞぃ」などをつける。学園での挨拶はハイタッチして「ばれっとにゃーるず！」。お調子者で運動量の豊富さが特徴。「四弾丸」の一人で、本作では次期部長候補になっており、一連の事件を通して目覚ましく成長している。
実は「狂気モード」「猫魔王」と呼ばれる凶悪な二重人格の持ち主だが、今作ではその設定は特に見られない。後日談で優理奈が作ったイチゴジャムを食べた際、幻覚作用によって人格が豹変したくらいである。今作ではSF好きの面が強く見られた。
S.O.D.「クラスター爆弾」は、バズーカから放った猫型の花火を前方に降り注がせ、それを爆発させるというもの。攻撃時に燃焼属性が追加されるので火力が向上する。スキル「大砲指南」によりバズーカでの攻撃速度が向上する。
二つ名は「狂気の弾丸」。ただしなぜ自分がそう呼ばれているのは当人は理解していない（二重人格時の記憶がない）。
高梨 月代（たかなし つきよ）
声 - 三澤紗千香
【誕生日：6月28日 / 血液型：O型 / 身長：158cm / スリーサイズ：B80・W57・H81】
岬守学園高等部2年生であるレンジャー部員。いわゆるツンデレだが寂しがり屋な一面もある。素直ではないが優しい少女であり、いざという時は仲間を一番に心配している。忍者のように素早い動きで部員の背後に忍び寄ってはその胸や腰、お尻を揉む癖がある。本人は「モミケーション」と名乗っており、学園でも合法的に認めているが本心は人と触れ合いたいからというもの。ただし女性の身体を触るのが好きなのも本当の模様。麻衣のことは女神のように慕っており、お触りしたいのを必死で我慢している。代わりに他者を触って抑えているらしい。「四弾丸」の一人で、スナイパーとしてサポーターを担当するのが得意。
S.O.D.「最後の忍道」は、苦無を手に戦場を駆け抜け敵を斬り刻む。F.P.S.発動時には雑魚敵を即死させる効果を持つ。バレットガールズの中でも銃器によるアクションが見られない珍しい挙動を見せる。スキル「狙撃指南」の効果で全ての武器の射程が伸びる。
二つ名は「幻惑の弾丸」。
天峰 咲姫（あまみね さき）
声 - 洲崎綾
【誕生日：1月21日 / 血液型：O型 / 身長：140cm / スリーサイズ：B75・W57・H78】
岬守学園高等部2年生であるレンジャー部員。幼児体型でかなりのアニメ好き。また、お菓子が好きで携帯食と称して模擬戦に持ち込む。決めた目標には全力で立ち向かう一方、任務をさぼることが多く、お菓子を食べるのに夢中になって失敗することも。
妹がおり、二人でレンジャーになるという約束を果たすためレンジャー部に所属する。陽希のことを「あきねーちゃん」と好いており、お菓子をこっそりと分けてくれる彼女に好意を見せている。自分をアニメの登場人物と重ねる癖があるが、今作では特にその設定は見られない。
身長140センチとかなり小柄。実は入学式から身長やスリーサイズがほとんど変わっていない。
S.O.D.「お菓子の世界」は、周囲にばら撒いたお菓子を巨大化して降り注がせ敵を押し潰す。F.P.S.発動時には、これで倒した敵が回復アイテムをドロップする。スキル『あま～い判定』は、すべての弾丸の命中判定が大きくなる。
コンプリートガイドによれば、乙女サイズは推定Aカップ。
二つ名は「微笑みの弾丸」。
神代 海凪（かみしろ みなぎ）
声 - 上間江望
【誕生日：2月25日 / 血液型：A型 / 身長：160cm / スリーサイズ：B85・W58・H84】
岬守学園高等部2年生。レンジャー部作戦参謀を務めており戦略を立てるのに長けている。生真面目で融通が利かず、武士のような誇り高い言動が特徴。俳句を詠む癖がある。実際に剣術の使い手で100人の弟子がいるとのこと。「四弾丸」の将を務める。野点の趣味がある。
レンジャーとして麻衣や陽希を尊敬しており、逆に後輩や他の四弾丸に対しては厳しく接している。
後日談では優理奈が作ったイチゴジャムにより幻覚作用がもたらされ、レンジャー部の面々の中では一番性格が変化していた。
S.O.D.「五輪の射（ショット）」は、地水火風空を模した五つの型をとりながら周囲を攻撃する。F.P.S.発動時には燃焼、凍結、電撃の属性が追加される。スキル「格闘指南」の効果により格闘攻撃の威力が上昇する。
コンプリートガイドによれば、乙女サイズは推定Fカップ。
二つ名は「氷刃の弾丸」。
早乙女 陽希（さおとめ あき）
声 - 田野アサミ
【誕生日：7月28日 / 血液型：B型 / 身長：162cm / スリーサイズ：B77・W57・H80】
岬守学園高等部3年生であるボーイッシュな女子生徒。レンジャー部副部長を務め、麻衣に代わって指示を下すシーンが多い。祖母は伝説のレンジャーと言われた人物で、彼女にとって目標となっている。姉御肌だが面倒見がよく、今作では麻衣と比べて冷静な面が多々見られた。しかし「武器」のことになると途端に夢中になって我を忘れるという欠点がある。
月代によれば、竹を割ったような性格であることから女子人気が高く、学園ではモテているという。
S.O.D.「ぱんつぁ～ふぉ～！」は戦車を呼び出して突撃させる範囲攻撃。F.P.S.発動時では、カラーリングが変化した強力な戦車が登場する。本作で搭乗兵器（戦車）を操縦できるのはこの時のみ。スキル「対兵器戦術」の効果により爆発系攻撃での電撃属性の効果が向上する。
コンプリートガイドによれば、乙女サイズは推定Bカップ。
二つ名は「雄健の弾丸」。
土居内 麻衣（どいうち まい）
声 - 巽悠衣子
【誕生日：12月23日 / 血液型：O型 / 身長：165cm / スリーサイズ：B88・W59・H88】
岬守学園高等部3年生。レンジャー部部長だが、部の向上を目的とした出張で不在になりがち。陽希とは中等部からの顔なじみ。「チート巨乳」と呼ばれ、高校生とは思えないグラマラスなボディの持ち主。実力も「全ての武器を扱える」ほどに高い。前作、前々作では妖艶な雰囲気と大人の余裕を見せていたが、今作では感情的になることが多く描かれている。
S.O.D.「バレット乱舞」は、セクシーなポージングと共に二挺拳銃により乱射を行う。F.P.S.発動時には、倒した敵が必ずアイテムをドロップする。スキル「精密射撃指南」の効果によりすべての武器の集弾性能が向上する。
コンプリートガイドによれば、乙女サイズは推定Gカップ。
二つ名は「妖艶の弾丸」。
シルヴィア・オルタンシア
声 - 山崎はるか
本作のもう一人の主人公。ミドガルドを統一したオルタニア王国の姫君兼近衛騎士団の団長。王国最強の姫騎士でもある。
王女としての使命感や責任感は強いが傲慢なところがあり、当初は父の失踪の真実を追求する余り、自分の考えや意見を押しつけることが多かった。同じ理由でラドリアやファレンのことも不信を隠さずにいたが、次第に彩たちの影響を受け始め、仲間を助け守るために協力するようになっていった。エンディング後は「傲慢なだけだった姫騎士」から成長したことをサリアから驚かれている。
口癖は「くっ、殺せ……」とされているが、劇中ではあまり使わない。
S.O.D.「守護者召喚」は、ロボットにも似た魔法の鎧を召喚し、周囲の敵を攻撃する。F.P.S.発動時には、シルヴィアの攻撃に燃焼属性が付加される。スキル「王家秘伝対集団格闘術」の効果により近接攻撃の威力が増加する。
コンプリートガイドによれば、ウエストは56センチ。
二つ名は「王国の姫騎士」。
サリア・ヴィオレット
声 - 西明日香
辺境の魔法館にいる13人の魔法使いの1人。末弟子。気が弱く控えめな性格にみ見えるが、実は尋問特訓が好きというサディストの気がある。
非常に高い資質と才能の持ち主であり、魔法学院を首席で卒業した他、数々の偉業を成し遂げている。実力以上に慎重なその性格を見込まれ、「魔導書」と「予言」の真実を伝えられている。
魔法によって記憶を封じられており、魔導書やオルタニア王、ラドリアのことを忘れてしまっていた。実は魔導書などは存在せず、魔導書の知識を代々の魔法使に受け継がれるというのが真相だった。今の世おいて知識を受け継いだのがサリアであった。ミドガルドにオークたちが攻め込むという予言を阻止するべく、オルタニア王とラドリアの協力のもと行動していたが、結果は惨敗。魔導書の知識を守るために自ら記憶を封じた。
S.O.D.「メテオストライク」は、隕石魔法による強力な範囲攻撃を行う。F.P.S.発動時には、氷の彗星による攻撃が発動する。スキル「深淵の知識」により状態異常の付与率が増加する。
二つ名は「深淵の探究者」。
ハルディナ・クリサントゥ
声 - 高木友梨香
エルフの古都ゴンドリアの守護者で、近衛騎士団の長を務める女性。名家の生まれで由緒正しい貴族の令嬢でもある。
ドジな年増で「若さ」についてコンプレックスを抱いている。実年齢は217歳とメンバー最長だが、エンディング後から「永遠の17歳」を自称するようになる。作中でも性格の変化がかなり激しく、夢の中での出来事とは言え「ぎゃはは～！」と乙女にあるまじき笑い声を響かせてしまった。シルヴィアとは以前から知り合いであり「ケンカするほど仲のいい」間柄。サリア曰く「精神年齢が一緒」。
漆黒のドラゴンを討伐に訪れたところ、彩たちと遭遇したので共闘し、以後は行動を共にする。しかしエルフの特性上、漆黒のドラゴンの思念を「聴いて」しまい、精神が同調してしまう。仲間たちは彼女を元に戻すべく一戦交えることに。元に戻った後は、玲美が用意したお守りの力（を信じる思い込みの作用）によって精神の同調を克服できるようになったらしい。
S.O.D.「天弓」は、上空から無数の矢を降り注がせ周囲の敵にダメージを与える。F.P.S.発動時には、凍結属性が付加される。スキル「凍結射撃指南」の効果により、銃器と弓での攻撃に凍結属性が付加される。
コンプリートガイドによれば、乙女サイズは推定79センチのAカップ。
二つ名は「精霊の支配者」。
ファレン・シールウィンデ
声 - 立花理香
ラドリアの妹。魔族に堕ちたエルフ。あるいは不吉の前触れと言われ、王国で忌み嫌われていた種族の戦士。年齢70歳。作中屈指の爆乳の持ち主で、実際に触った月代が言うには麻衣以上とのこと。
ダークエルフという生まれから他者を信用せず、一匹狼的な言動が目立つ。ただし他者に対する思いやりがないわけではない。姉ラドリアのことは「姉貴」と呼んでおり、自分の上に立つ人物として認める発言も見られる他、彼女を探し求めて優理奈を振り切って離れそうになるなど無茶をすることもあった。
メインストーリーではクールなキャラクターだが、エクストラミッションのコメディパートではとりわけ性格の変化が激しい人物。優理奈と仲良く追いかけっこしたり、麻衣との真剣勝負では圧倒されて泣きを入れたり、ラドリアの悪夢の中では物凄く不味い料理を手に愛らしい口調で登場している（ラドリアのトラウマが悪夢になったとのこと）。
兵士によって砦の地下に幽閉されていたということだが、実はこの兵士とは兵士に化けたラドリアであった。怪しい動きを見せるラドリアから真実を聞き出そうとしたが、漆黒のドラゴンが襲撃してきたため地下に押し込まれていた。そこを彩たちに保護され、姉を追うべく一時的に同行することに。一貫して自らを「彩たちの仲間になった覚えはない」というポジションに置いていたが、終盤では仲間として認めてくれた皆の想いに応えるべくその刃を振るう。特に自分を気遣ってくれていた優理奈とは、いつの間にか仲が良くなっていた。
S.O.D.「ライトニング」は、自身の頭上に光球を召喚し、近づいた敵に落雷を放つオート攻撃。F.P.S.発動時には、落雷のたびにHPを10％ずつ回復させる。スキル「雷撃の魔力」により、銃器と弓に電撃属性が付加される。
コンプリートガイドによれば、乙女サイズは推定90センチのGカップ、ヒップも90センチ。
二つ名は「魔族の救済者」。
メリーナ・イーリス
声 - 山本希望
獣人族ケット・シーの少女。ややズル賢いところもあるが、本質的には優しい女の子。語尾に「みゃ」をつけ、笑い方も「みゃ、みゃ、みゃ」。ただし怒ると「みゃ」をつけなくなる。
半島の村で暮らしていたが漆黒竜と異形の襲来により滅ぼされてしまう。負傷したラドリアを保護していたところ、彩たちと遭遇。珍しい武器に目をつけ、身ぐるみをはぐべく襲い掛かってきたが撃退される。誤解が解けた後は彩たちを「○○ねぇ（姉）」と呼ぶようになり、妹分として可愛がられるようになった。特に彩に関しては最初に心を許したこともあり、もっとも好いている様子。咲姫とは親友のような間柄で仲が良く、玲美からも好かれている。
不意を突いたとはいえ麻衣やシルヴィアからパンツを抜き取るスピードの持ち主。
やたらとゴールドを集めており、一見するとがめつく見える。実際はゴールドからオークなどの異形が生まれるので、それを阻止するために集めていたというのが真相。
ラドリアを保護した際に心を通わせており、いなくなった後もずっと心配していた。
S.O.D.「いいもの持ってるみゃん！」は、大量の魔石を投げつけて敵を爆破するというもの。F.P.S.発動時には、倒した敵が必ずアイテムをドロップする。スキル「アイテム確保指南」の効果により、アイテムのドロップ率が向上する。
コンプリートガイドによれば、乙女サイズは推定76センチのAカップ。
二つ名は「純粋な好奇心」。
ラドリア・シールウィンデ
声 - 飯田友子
策略家で一流の剣士。妹のファレンとはほぼ瓜二つの容姿を持つ。妹とは違い貧乳で黒髪でオッドアイ。ダークエルフだがエルフ同様長寿であり、実年齢は80を超える。ハルディナからは「大して年は変わらない」と言われたが、実際には一世紀半近く年の差があるとのこと。
元々は暗殺や破壊活動など汚れ仕事を請け負っていたが、その実力を見込まれてサリアの護衛という大出世を果たす。オルタニア王とは友人の間柄であり、これらの繋がりから「予言」に関する事実を知ってしまう。オークと漆黒竜の復活を阻止するべく、ありもしない魔導書を盗んだ汚名を被り、王に軍を動かす口実を与えた。その後はオルタニアの騎士に変装して行動を共にしていたが、ヘルヘイムにて騎士たちは全員が死亡。王も囮となり死亡した。サリアと共に帰還を果たした後、予言に伝わる異邦の盟友を探そうとアスガルド（地球）への門を開く。これにより彩たちはミドガルドへとやってきてしまい、行違う形でラドリアは岬守学園へ。しかし、ちょうどモ部による演習中だったため攻撃されてしまう。オークたちと同じ武装を使っていたことから「オークの手先」と誤解してしまい、ミドガルドへ戻った後も彩たちを敵だと思い続けていた。誤解が解けた後は、妹を見習い自身もレンジャー部に協力するようになった。この関係上、仲間になるのが最も遅く終盤からとなる。
海凪とは互いに凄腕の実力者として興味を示しており、サブイベントでは一戦交える寸前となっていた。しかし、仲間たちのお気楽さに戦意を挫かれ、いつの間にか笑いを堪える勝負になってしまった。
S.O.D.「凍りつけ！」は、自身に冷気をまとうことで一定時間攻撃に凍結属性を50％付加するというもの。F.P.S.発動時には、状態異常の敵に対してダメージが二倍になる。スキル「凍結の魔力」によりすべての武器に凍結属性が付加される。最後に仲間になるだけあって火力面の性能に秀でており、S.D.O.を発動させることでトップクラスの火力を誇る。
コンプリートガイドによれば、乙女サイズは推定81センチのBカップ。また同著には、「ファレンと瓜二つの容姿」であるラドリアの立ち絵も存在する。
二つ名は「魔族の再創者」。

### 重要人物
オルタニア王
シルヴィアの父親。ラドリアとは親しい間柄。3ヶ月前、魔導書を盗んだラドリアを指名手配し、取り戻すべく自ら軍を率いて打って出た。その後、行方不明となる。
実はこれらの内容は全て狂言であり、予言の続きをサリアから相談されたことで起こした末の行動だった。ミドガルドがいずれオークに攻め込まれることを知った王は、先手を打ってヘルヘイムに攻め入ることで予言を阻止しようとした。軍を動かすには相応の理由が必要だったので、ラドリアにはありもしない魔導書を盗んだことにしてもらった。
ヘルヘイムに侵攻後、オークたちからラドリアたちを逃がすべく囮となり死亡した。その怨念は死霊としてヘルヘイムに存在し続け、後に彩たちの前に立ちはだかることになる。倒された後も再び復活し、今度はシルヴィアたちを援護する形でオークの群れに攻撃を仕掛けた。その後、タイムスリップした娘から聖竜の卵を預けられ、4000年間守り続けていた。しかしその結果、彩たちと共に漆黒竜までタイムスリップしてしまう。そして歴史は変わってしまい、三か月前ヘルヘイムに侵攻した際に王とラドリアは漆黒竜に殺されてしまった。このため「囮になってオークたちからラドリアとサリアを逃がした」という歴史がなくなってしまい、ミドガルドはオークと漆黒竜によって蹂躙されるという最悪の結末となった。後日談では彩たちによって歴史が改変されたため存命しており、オークたちが「王が漆黒竜を倒して自分たちを解放してくれた」と思い込んだことから和平の道を選んだ。
王がサリアに協力したのは、ミドガルドの平和を守るためでもあったが、娘に重荷を背負わせたくないという想いも持っていたからだった。
ファレンの回想によれば、彼女が王の残留思念に支配された際には、彩と娘を「よいではないかよいではないか」と弄ぼうとするエロオヤジ的なビジョンが見えたという。このことを聞かされたシルヴィアは父親を変態扱いするなと怒っていた。
シリーズ初の男性キャラクターだが立ち絵はなくボイスもない。
ベビドラ
聖竜の赤ちゃん。唯一現存していた卵から生まれた存在で、彩たちからはマスコットとして可愛がられている。人によって呼び方が変わり「チビちゃん」「ベビドラ」とも呼ばれる。後日談では時間を遡った関係で二人になってしまった。見た目とは裏腹に実は口が悪く、乙女たちのことはあまり好いていない様子。ただし彩だけはすり込みのためか「お母さん」と呼んでいる。
エクストラミッションの会話パートでは、全裸になった際に乙女の大切な部分を隠す謎の煙は、この世界の聖竜の加護であることが推測されている。岬守学園がドラゴンの侵略を受けたことがあるかもしれないと陽希が口にしているが真相は不明。
聖竜
漆黒竜とは対を成す存在。チビの親。聖竜の加護を受けたものはたちどころに傷を癒されるが、前述のチビはまだ生まれたばかりなので使用できない。4000年前、漆黒竜との戦いで弱っていたが、彩たちの援護によって漆黒竜は倒される。重傷を負った彩たちを最後の力で癒すと同時に果てた。劇中では聖竜の幼体も登場するが、既に死亡して異形化しておりオークの手先になっている。母親の死体もあるがこちらは異形化せず、4000年経った今でも現存している。
漆黒竜
本作の最終ボス。1000年前にミドガルドを滅ぼそうとした災厄。劇中では主に「漆黒のドラゴン」と呼ばれる。性格は凶暴凶悪で破壊の権化そのもの。1000年前にミドガルドからヘルヘイムへと追放されたが、オルタニア王が異界の門を開けた際に元の世界へと戻った。青い炎から異形を生み出す能力を持っており、ヘルヘイムのオークたちまで支配下に置いている。劇中では過去の漆黒竜も登場するが、彩たちと深く関わるのは異形化している今の漆黒竜である。
実は1000年前、タイムスリップしてきた「未来の彩たち」によってヘルヘイムで一度倒されていた。しかし、やがて異形化する形で復活。オルタニア王がオーク討伐のため異界の門を開いた間隙を突き、ミドガルドへと帰還した。その後、幾度となく彩たちと渡り合う。終盤では彩たちが「4000年前のヘルヘイム」にタイムスリップした際、この時代の漆黒竜（異形化）も共に転移してしまった。その結果、歴史が大きく変わってしまい、ラドリアとオルタニア王は本編開始の3か月前に漆黒竜（異形化）によって殺されてしまった。オークたちはミドガルドへと戻り、漆黒竜（異形化）と共に復讐を開始。世界はオークによって蹂躙されることとなった。これが「預言」の正体である。
そのことを「未来の彩たち」の書置きで知った彩たちは、3ヶ月前にタイムスリップ。最悪の結末を阻止するべく漆黒竜（異形化）と戦うこととなる。破壊の権化の力も仲間の力を合わせた乙女たちには及ばず、今度こそ討ち滅ぼされた。
後日談を描いたエクストラミッションでは、彩がプレイする携帯ゲーム「バレットドラゴンズ」の最終ボスとして再登場。ラストバトル時よりもパワーアップした状態で戦うこととなる。
星川 冥香（ほしかわ めいか）
【誕生日：10月25日 / 血液型：O型 / 身長：163cm / スリーサイズ：B86・W58・H88】
私立岬守学園レンジャー部の顧問。前作、前々作にも登場したが今作では名前のみの登場。
雪城 瑠水（ゆきしろ るみ）
【誕生日：9月12日 / 血液型：A型 / 身長：148cm / スリーサイズ：B82・W55・H82】
私立岬守学園購買部のお嬢様。前作、前々作にも登場したが今作では名前のみの登場。

## キーワード
アスガルド
異世界の一つ。シルヴィアたちから見た「地球」を指す。
異界の門
儀式の山の頂上に築かれた石柱が立ち並ぶ場所。ここで死霊の詩を唱えることで各異世界に通じる門を開くことができる。なお、異世界ごとに時間の流れが異なり、時間を越えて世界を移動することも可能。元々はオークたちが使っていたものらしいが、誰がなんのために設置したのかは不明。
異形
本作におけるモンスター的存在。死骸や金属などの非生物から誕生する。劇中ではモンスターと呼ばれることもある。ミドガルドだけではなくヘルヘイムにも姿を見せる。
その正体は、世界によって「邪魔者」として排他された物のなれの果て。生物には影響はないが、異世界から持ち込まれた物質（薬莢など）は異形化してしまう。これはミドガルドだけではなくヘルヘイムも同様。
異邦の盟友
エルフの英雄と共に漆黒竜をヘルヘイムに封印したとされる10人の人物。正体は、異界の門によって時間を遡った彩たちだった。またエルフの英雄とはハルディナのことである。
エルフ
ミドガルドに住む種族の一つ。万物の声を聞くことができるので言語が通じないオークの通訳もできる。ただし、強い精神力を持った者の声を聞くと同調してしまい、意識を乗っ取られるリスクがある。
オーク
ミドガルドに住む種族の一つ。モーニングスターやボウガンなどを武器に襲い掛かってくる。1000年前にも漆黒のドラゴンと共に封印されたオークたちがおり、彼らはヘルヘイムで復讐のために力を蓄え続けていた。
実は漆黒竜の支配下に置かれており、使役されながらも復讐の機会をうかがっていた。本作における黒幕的な勢力である。彼らが使っている武装は彩たちが1000年前のヘルヘイムにやってきた際、持ち去れず置き去りにしてしまったものである。そのため岬守学園レンジャー部の武装が異形化してしまい、オークたちはそれを扱うことで異形に攻撃されず、更には使役する術まで見出してしまった。その後は漆黒竜と聖竜の殺し合いを静観。生き残った漆黒竜に対抗すべく、異形化した聖竜の幼体を手なずけた。そして漆黒竜や異形を利用し、ミドガルドの壁を破壊した後は世界中を蹂躙することで復讐を果たそうとしていた。目論見通り壁は破壊され、ドラゴンたちは世界中に飛び立って破壊活動を始めたが、サリアが歴史改変という禁じ手を使ったため彩たちによってこの歴史はなかったことにされた。
楽しむためにラドリアを尋問するなど凌辱行為を好む傾向あり、更には銃器まで扱う知識があるが、単細胞という欠点がある。そのため陣形に関してはややずさん。
彩たちによって歴史が改変され、3ヶ月前に漆黒竜が倒されたことで支配から解放される。人間たちに感謝を示すようになり、彩たちと入れ替わる形でやって来たオルタニア王と和平を結んだ。改変される前の記憶を持ったオークもいたが誰にも信じてもらえなかったという。
伝承では1000年前に漆黒竜と共にヘルヘイムに封印されたことになっていたが、実際は「未来の彩たち」のタイムスリップに巻き込まれて「4000年前のヘルヘイム」にやって来てしまったというのが真相。
オルタニア王国
シルヴィアの祖国。ミドガルドを統一した国家。オルタニア以外にも多数の国家があるという。
儀式の山
ミドガルドに降り立った彩たちが最初に立っていた場所。山頂には異界の門が設置され、山の内部はオークたちが住まう迷宮となっている。ヘルヘイムの溶岩と泉を利用する仕掛けにより人工的に霧を生み出している。
ゴンドリア
エルフの古都。ハルディナが団長として警護についていた。名前はたびたび出て来るが行くことはできない。
私立エルダ学院
前作に登場した組織。今作では名前のみ登場し、ストーリーには関わらない。
私立岬守学園（しりつみさきもりがくえん）
とある県内にある、設立149年を迎える由緒正しきお嬢様学校。校訓は「自彊不息」。専守防衛に関する部活動が複数あり、生徒は必ずどこかに所属しなければならない。レンジャー部もその一つ。
死霊の詩（しりょうのうた）
異界の門を操るための呪文。オークたちも使うことができる。
ダークエルフ（魔族）
ミドガルドに住む種族の一つ。劇中では魔族とも呼称される。「魔族に堕ちたエルフ」として周囲から忌み嫌われている。
ヘルヘイム
異世界の一つ。岩と溶岩しか存在しない寂しい場所。1000年前、ここに漆黒のドラゴンが封印され、オークたちもドラゴンと共に封印されていたということになっていたが、実際は彩たちが1000（4000）年前にタイムスリップした際に巻き添えとなっただけであった。
魔導書
異世界の門を操る方法が記された書物。本作序盤の争点となるもの。ラドリアはこの書物を盗んだことで指名手配されていたが、実際にはそのような書物は存在しない。正体は魔導書の内容を全て記憶した「サリアの知識」であった。異界の門は時間を移動することもできるため、その危険性から長い歴史の中、代々一人にのみ継承されていった。サリアが継承者に選ばれたのは、臆病なくらい慎重過ぎる性格を考慮してであった。
岬守の四弾丸（みさきもりのよんだんがん）
岬守学園レンジャー部の二年生を指す言葉。顧問の星川冥香が部長を務めていた頃、当時の部員たちは「岬守の八弾丸」と呼ばれていた。
ミドガルド
異世界の一つ。本作の主要な舞台。巨大な壁によって隔離された半島が存在し、ここにはオークや異形たちで溢れている。この半島がミドガルドでの舞台となる。
モ部（モブ）
前作、前々作に登場したザコキャラ。岬守学園の女生徒たちで、「モブ」の名前の通りエキストラとして活動する。幅広く活動することから個々の能力は高く、今作ではレンジャー部の演習にも協力していた。存在が語られただけで登場はしていない。だが演習場に迷い込んでしまったラドリアは、兵器を使う彼女たちを見たことで「オークの手先」と誤解してしまった。
予言
ミドガルドに伝わる伝承。1000年前にエルフの英雄と10人の異邦の盟友が漆黒のドラゴンを封印したことが記されている。実は伝承には続きがあり、1000年後には漆黒のドラゴンとオークたちがヘルヘイムから復活し、ミドガルドに災厄をもたらすことが記されている。これを知っているのは、サリアとラドリア、そしてオルタニア王のみ。
前述の通り、予言に出てくる異邦の盟友とは「タイムスリップした未来の彩たち」のこと。エルフの英雄というのもハルディナのことである。
クライマックスでは別の時間軸に存在する「未来の彩たち」から自分たちが辿った最悪の結末（ラドリアの死など）を手紙で伝えた。